# Fernando Riera
Fernando Riera Bauzá (ur. 27 czerwca 1920 w Santiago, zm. 23 września 2010 tamże) – chilijski piłkarz, grający na pozycji lewoskrzydłowego, a później trener. Uczestnik mistrzostw świata w 1950 jako piłkarz, a także selekcjoner reprezentacji Chile na mundialu 1962, gdzie zajął ze swoją drużyną trzecie miejsce.